# Otto Ludwig Krug von Nidda

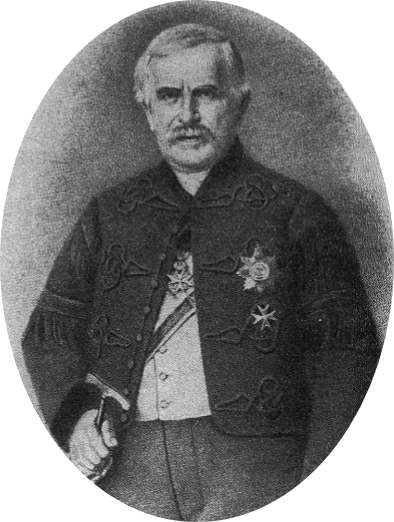
Otto Ludwig Krug von Nidda

Otto Ludwig Krug von Nidda (* 16. Dezember 1810 in Sangerhausen; † 8. Februar 1885 in Berlin) war ein preußischer Beamter und machte sich besonders verdient um die Entwicklung des Bergbaus.

## Leben
Der Sohn des preußischen Landrates Christian Krug von Nidda besuchte von 1828 bis 1830 die Bergschule Eisleben und absolvierte seine praktische Ausbildung in den Kupferschiefergruben des Schafbreiter Reviers und den mansfeldischen Hütten sowie später in den Steinkohlengruben von Wettin und Löbejün. Anschließend studierte er anderthalb Jahre in Berlin und begab sich dann auf Instruktionsreisen nach Island, wo er die Schwefellagerstätten untersuchen sollte und über die Geologie Islands in mehreren Abhandlungen veröffentlichte, ins Erzgebirge sowie nach Schlesien. Nach seiner Annahme als Berg-Eleve 1834 trat er 1835 in den Dienst des Bergamtes in Suhl und wurde 1837 Einfahrer und 1839 Ober-Einfahrer beim niederschlesischen Bergamt in Waldenburg. 1841 wurde er an das oberschlesische Bergamt zu Tarnowitz versetzt. Als Bergmeister war er von 1843 an Betriebsbeamter mehrerer oberschlesischer Gruben und erteilte an der Bergschule in Tarnowitz Unterricht. Im Jahr 1849 wurde er als Mitglied in die neu gegründete Deutsche Geologische Gesellschaft aufgenommen.
1850 wurde Krug von Nidda Bergamtsdirektor und Bergrat in Halberstadt, von 1851 bis 1853 wirkte er in dieser Position in Siegen und wechselte dann als Oberbergrat nach Breslau. 1854 erfolgte seine Berufung zum Geh. Bergrat und vortragenden Rat im Handelsministerium. Nach Beförderung zum Ministerialkommissar 1856 wurde er 1860 als Ministerialdirektor Leiter der Abteilung für das Berg-, Hütten- und Salinenwesen des Ministeriums und „Wirklicher Geheimer Oberbergrat“. Als solcher hatte er wesentlichen Anteil an dem Aufschwung des preußischen Bergbaus sowie an der Neuetablierung der Bergakademie Berlin.
1865 wurde er zum Oberberghauptmann ernannt, 1867 war er Mitglied des Konstituierenden Reichstags des Norddeutschen Bundes für den Wahlkreis Trier 5 (Saarbrücken). Von 1871 bis 1874 war er Mitglied des Deutschen Reichstags für den gleichen Wahlkreis. Er gehörte der freikonservativen Deutschen Reichspartei an.
Krug von Nidda wurde 1878 pensioniert und aus diesem Anlass mit dem Roten Adlerorden 1. Klasse mit Eichenlaub geehrt.
Otto Ludwig Krug von Nidda starb 1885 im Alter von 74 Jahren in Berlin und wurde auf dem Alten St.-Matthäus-Kirchhof in Schöneberg beigesetzt. Im Zuge der von den Nationalsozialisten 1938/1939 durchgeführten Einebnungen auf dem Friedhof wurden Krug von Niddas sterbliche Überreste in ein Sammelgrab auf dem Südwestkirchhof Stahnsdorf umgebettet.

## Veröffentlichungen
- Geognostische Abhandlung über Island. In: Karstens Archiv für Mineralogie ... Band 7 und 9, Berlin 1834 und 1836